# Amber (Oklahoma)
Amber – miasto w Stanach Zjednoczonych, w stanie Oklahoma, w hrabstwie Grady.